# (231446) Dayao
(231446) Dayao ist ein Asteroid des mittleren Hauptgürtels, der am 20. April 2007 im Rahmen des PMO Neo Survey Programs an der Außenstelle Xuyi der Sternwarte am purpurnen Berg (IAU-Code D29) entdeckt wurde. Die Sternwarte befindet sich im Kreis Xuyi in der chinesischen Provinz Jiangsu. Das NEO Survey Program wurde von 2006 bis 2015 durchgeführt, um primär erdnahe Objekte (NEOs) zu entdecken.
Der Asteroid wurde am 16. Juni 2021 nach dem Kreis Dayao benannt, einem Kreis im Norden der Provinz Yunan.